# Ride (EP)
Pour les articles homonymes, voir Ride (homonymie).
Albums de Ride
Play EP
(1990)
Ride EP est le premier EP de Ride, paru en janvier 1990 sur le label Creation Records. Les 4 titres ont été publiés aux États-Unis en juillet 1990 en y ajoutant ceux du Play EP, sous la forme d'un mini-album intitulé Smile. Deux ans plus tard, en novembre 1992, Smile a été publié également au Royaume-Uni, alors que les deux EP originaux n'étaient plus disponibles.

## Titres
Tous les titres ont été écrits par Ride.
| No | Titre         | Durée |
| -- | ------------- | ----- |
| 1. | Chelsea Girl  | 2:58  |
| 2. | Drive Blind   | 4:45  |
| 3. | All I Can See | 3:24  |
| 4. | Close My Eyes | 5:27  |